# Сараевско-Романийский корпус

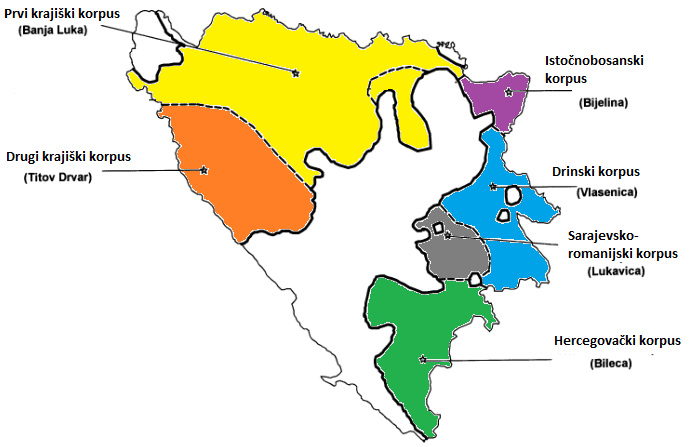
Зоны ответственности корпусов Армии РС. Зона ответственности Сараевско-Романийского корпуса выделена серым цветом

Сараевско-Романийский корпус (серб. Сарајевско-романијски корпус Војске Републике Српске) — армейский корпус в составе Вооруженных сил Республики Сербской. Он был сформирован по приказанию Главного Штаба ВРС 22 мая 1992 года на основе подразделений бывшего 4-го корпуса 2-й Военной области ЮНА. Он насчитывал от 15 000 до 18 000 человек, до 80 танков, 72 артиллерийских орудия, 12 ракетных установок, несколько сотен миномётов. В начале боевого пути корпус возглавлял генерал-майор Томислав Шипчич. 10 сентября 1992 года его заменил полковник Станислав Галич, произведённый в генерал-майоры. 10 августа корпус возглавил генерал Драгомир Милошевич. Штаб корпуса располагался в Пале.
В составе сербских войск в районе Сараева воевали русские добровольческие отряды. РДО-2 воевал весной — летом 1993 года, РДО-3 — с осени 1993 по сентябрь 1994 года, а затем русские, украинские и другие добровольцы продолжили участие в боевых действиях в составе ударного отряда Сараевско-Романийского корпуса «Белые волки».
В Сараеве и его пригородах Сараевско-Романийский корпус контролировал части девяти общин с преимущественно сербским населением — Илиджа, Илияш, Хаджичи, Райловац, Вогошча, Стари-Град, Центар, Ново-Сараево и Трново. Эта часть города именовалась «Сербское Сараево», в ней проживало около 120 000 человек.

## Структура
Структура Корпуса в 1995 году:
- Штаб
- 1-я Сараевская механизированная бригада под командованием Велько Стояновича
- 2-я Сараевская легкопехотная бригада
- 3-я Сараевская легкопехотная бригада (создана 25 февраля 1994 года объединением Кошевской, Райловацкой, Вогошчанской бригад, 20 октября 1994 ей был передан 5-й батальон Илияшской бригады)
- 4-я Сараевская легкопехотная бригада
- 1-я Романийская пехотная бригада (создана объединением Новосараевской и Трновской бригад)
- 2-я Романийская моторизованная бригада
- Кошевская лёгкая бригада
- Райловацкая бригада
- Вогошчанская бригада
- Илияшская пехотная бригада
- Игманская лёгкая пехотная бригада (создана объединением Блажуйской[серб.] и Хаджичской бригад)
- Илиджанская бригада
- Блажуйская легкая пехотная бригада
- Новосараевская легкая пехотная бригада
- Рогатицкая бригада (в 1992 году передана Дринскому корпусу)
- 4-й смешанный артиллерийский полк
- 4-й смешанный противотанковый артиллерийский полк
- 4-й легкий полк ПВО
- 4-й батальон связи
- 4-й батальон военной полиции
- 4-й разведывательно-диверсионный отряд «Белые Волки»
- 4-й инженерный полк
- 4-й санитарный батальон
- 4-й автотранспортный батальон
- 4-я разведывательная рота
- Новосараевский четнический отряд
- Отряд имени Петра Пандуревича
- Сербская гвардия Илиджа